# Кото (Росія)
Ко́то (рос. Кото) — селище у складі Ванінського району Хабаровського краю, Росія. Входить до складу Кенадського сільського поселення.

## Населення
Населення — 30 осіб (2010; 28 у 2002).
Національний склад (станом на 2002 рік):
- росіяни — 82 %